# (7869) Pradun
(7869) Pradun est un astéroïde de la ceinture principale.

## Description
(7869) Pradun est un astéroïde de la ceinture principale. Il fut découvert le 2 septembre 1987 à Nauchnyj par Lioudmila Tchernykh. Il présente une orbite caractérisée par un demi-grand axe de 2,27 UA, une excentricité de 0,19 et une inclinaison de 3,6° par rapport à l'écliptique.

## Compléments